# Désiré-Magloire Bourneville
Désiré-Magloire Bourneville (20 d'octubre de 1840 - 28 de maig de 1909) va ser un neuròleg francès nascut a Garencières.

## Carrera
Va estudiar medicina a París, i va treballar com a interne des hôpitaux a la Salpêtrière, Bicêtre, Hôpital Saint-Louis i la Pitié. Durant la guerra francoprussiana, va servir com a cirurgià i com a ajudant de metge. Del 1879 al 1905 va ser metge de serveis pediàtrics a Bicêtre. A París, va fundar una escola diürna per a l'educació especial dels nens amb discapacitat mental.
L'any 1866, durant una greu epidèmia de còlera a Amiens, es va oferir voluntari i, després del setge, va ser obsequiat amb un rellotge d'or com a expressió de l'agraïment de la ciutat. Durant la Comuna de París (1871), quan els revolucionaris volien executar els seus enemics ferits, Bourneville va intervenir i va salvar la vida dels presoners.
Va ser elegit a l'ajuntament de París el 1876 i al Parlament francès el 1883, on va exercir com a diputat fins al 1889. En ambdós càrrecs va defensar reformes del sistema sanitari. Com a polític, va liderar els esforços per formar infermeres professionals i seculars per substituir les germanes religioses que ocupaven la majoria dels hospitals de la nació en aquell moment.
El 1880, va proporcionar una descripció primerenca d'un trastorn de múltiples símptomes que es coneixeria com a "síndrome de Bourneville", ara coneguda com a esclerosi tuberosa. Aquesta condició genètica pot provocar retard mental, epilèpsia, una erupció facial desfigurant i tumors benignes al cervell, el cor, els ronyons i altres òrgans. La malaltia també va ser estudiada pel dermatòleg britànic John James Pringle (1855–1922), fent que alguns textos històrics s'hi referiessin com a "malaltia de Bourneville-Pringle".
Bourneville va publicar obres que afirmaven que els sants que afirmaven produir miracles o estigmes, i els que afirmaven estar posseïts estaven en realitat patint epilèpsia o histèria.
Bourneville era escèptic davant les afirmacions místiques i sobrenaturals. Entre 1882 i 1902 va publicar una sèrie de volums coneguts com La Bibliothèque Diabolique, en aquests va revalorar casos històrics de possessió i bruixeria a favor d'explicacions patològiques.

## Obres
- De la sclérose en plaques disséminées (1869)
- Estudis de thermométrie clinique dans l'hémorrhagie cérébrale (1872)
- Ciència i miracle: Louise Lateau, ou la stigmatisée belge (1878)
- Sclérose tubéreuse des circonvolution cérébrales: Idiotie et épilepsie hemiplégique. Archives de neurologie, París, 1880, 1: 81–91.
- Encéphalite o esclerosa tubéreuse des circonvolucions cerebrals. Archives de neurologie, París, 1881, 1: 390–412.[6]
- Iconografia fotogràfica de la Salpêtrière. Servei de M. Charcot . (amb Paul-Marie-Léon Regnard 1850–1927). tres volums, París 1876–1880.
- Assistance, traitement et éducation des enfants idiots et dégénérés. París, 1895.
- Le Sabbat des Sorciers, amb E. Teinturier (1882)